# GFA Basic
GFA BASIC, és un compilador, descatalogat, del llenguatge BASIC, escrit per Frank Ostrowski. El nom deriva de la companyia GFA Systemtechnik GmbH, que va distribuir el programari. Entre mitjans de la dècada de 1980 i fins a la dècada de 1990 va gaudir de popularitat com a dialecte bàsic avançat, però fou reemplaçat per altres llenguatges de programació. El suport oficial va acabar a principis dels anys 2000. L'any 2001 l'empresa responsable de 15 anys de productes GFA BASIC va anar a la fallida. Originalment, GFA BASIC va ser desenvolupat per a ordinadors Atari ST (de 16 bits i 32 bits).